# Такуарембо (департамент)
Такуарембо́ (исп. Tacuarembó) — крупнейший департамент Уругвая; площадь составляет 15 438 км² (8,76 % от общей площадь страны). Административный центр — одноимённый город.

## География
Расположен на севере центральной части Уругвая. Поверхность в основном равнинная, на западе — возвышенность Кучилья-де-Аэдо с высотами до 473 метров. Климат субтропический, влажный. Главная река — Рио-Негро, на которой находится крупное водохранилище Ринкон-дель-Бонете (другие названия водохранилища — Рио-Негро, Габриэль-Терра). Саванны кампос с участками умеренно-влажных араукариевых лесов на возвышенностях.

## Население
Население по данным переписи 2004 года составляет 90 489 человек (2,79 % от общего населения Уругвая). Плотность населения — 5,86 чел./км². Рождаемость: 18,36 на 1000 человек. Смертность: 9 на 1000 человек. Средний возраст: 29,7 лет (28,3 для мужчин и 31,1 для женщин). Средняя ожидаемая продолжительность жизни: 74,35 лет (70,33 у мужчин и 78,52 у женщин). Фертильность: 2,75 детей на 1 женщину.
Основные населённые пункты
| Населённый пункт        | Население, чел. (2011) |
| ----------------------- | ---------------------- |
| Такуарембо              | 54 755                 |
| Пасо-де-лос-Торос       | 12 985                 |
| Сан-Грегорио-де-Поланко | 3415                   |
| Ансина                  | 2712                   |
| Лас-Тоскас              | 1142                   |
| Куртина                 | 1037                   |

| Населённый пункт    | Население чел. (2011) |
| ------------------- | --------------------- |
| Ачар                | 687                   |
| Пасо-Бонилья        | 510                   |
| Крус-де-лос-Каминос | 463                   |
| Тамборес            | 450                   |
| Бальнеарио-Ипора    | 298                   |
| Ла-Педрера          | 240                   |
| Пасо-дель-Серро     | 235                   |
| Кучилья-де-Перальта | 218                   |
| Пьедра-Сола         | 210                   |
| Пуэбло-де-Арриба    | 170                   |
| Клара               | 160                   |

## Административное деление
Департамент Такуарембо делится на 2 муниципалитета:
- Пасо-де-лос-Торос (Paso de los Toros)
- Сан-Грегорио-де-Поланко (San Gregorio de Polanco)

## Экономика
Основа экономики департамента — сельское хозяйство. Главная отрасль — животноводство (разведение крупного рогатого скота и овец). Пахотные земли занимают 2 % площади сельхозугодий, выращивается кукуруза, пшеница, подсолнечник, арахис, рис.
На реке Рио-Негро построены гидроэлектростанции: Ринкон-дель-Бонете (мощность 128 Мвт) и Ринкон-де-Багоррия (мощность 108 Мвт). Через территорию Такуарембо проходит железная дорога, связывающая Монтевидео с Бразилией.